# 江都县
江都县，中国旧县名。
西汉景帝前元四年（前153年）始建江都县，治所在今江苏省扬州市境内。此后，县域历经多次演变。
1940年7月，中国共产党在江都县东境建江都县抗日民主政府，1942年9月江都县分为江都、邗东两县，1943年4月，江、邗两县合并，称江都县；1945年12月，江都县分为江都、樊川两县，1946年4月，江、樊两县合并，仍称江都县；1948年11月，江都县再次再次分为江都、邗东两县，1949年1月，江、邗两县合并，称江都县。 
中华人民共和国建政后，分出城区和郊区建扬州市。1956年3月江都县析出西境，建邗江县。1994年7月，撤江都县，建江都市。